# Thomas Lemar
Thomas Lemar (Baie-Mahault, Guadalupe, 12 de novembre de 1995) és un futbolista francès que juga com a migcampista al Girona CF cedit per l'Atlètic de Madrid. És internacional amb la selecció de França.

## Trajectòria
Lemar va iniciar-se en la pràctica del futbol el 2003 al Solidarité-Scolaire, de l'illa de Guadalupe. El 2010 va fitxar per SM Caen francès, on va continuar la seva formació. El 2013 va debutar amb el primer equip a la Ligue 2. Va ajudar l'equip a ascendir a la Ligue 1 francesa. La temporada següent, a la Ligue 1, la 2014-15, va jugar 25 partits i va fer 1 gol. El 2015 va fitxar per l'AS Mònaco, també de la Ligue 1, equip amb el qual guanyaria el campionat la temporada 2016-17. El 2018 va fitxar per l'Atlètic de Madrid de la Primera Divisió espanyola.
Ha estat internacional amb la selecció de França en les categories juvenils. Va debutar amb l'absoluta el 15 de novembre de 2015 en un amistós contra la selecció de Costa d'Ivori. El 2018 va disputar i guanyar la Copa del Món de Rússia.

## Palmarès
AS Mònaco
- 1 Ligue 1: 2016-17.

Atlético de Madrid
- 1 Supercopa d'Europa: 2018.[8]
- 1 Lliga espanyola: 2020-21.

Selecció francesa
- 1 Copa del Món: 2018.